# 桑田芳蔵
桑田 芳蔵（くわだ よしぞう、1882年7月11日 - 1967年10月10日）は、日本の心理学者（民族心理学専攻）。東京帝国大学名誉教授、大阪大学名誉教授。

## 来歴
鳥取県生まれ。貴族院議員・桑田藤十郎の四男。兄は桑田熊蔵、弟は桑田六郎（宇野哲人長女の婿）。1905年東京帝国大学文科大学哲学科心理学専修卒業。1906年同助手、10年同大学院中退、留学、12年帰国、1913年東京帝大講師、1917年助教授となり民族心理学を講じる。1921年「霊魂崇拝と祖先崇拝」で文学博士。26年文学部教授、35年評議員、文学部長。41年東京大学東洋文化研究所初代所長。43年定年退官、名誉教授、48年大阪大学法文学部長、教授、49年定年退官、名誉教授。日本心理学会会長など歴任。
1951年 日本心理学会名誉会員。

## 著作
- 『霊魂信仰と祖先崇拝』 心理学研究会出版部、1916年
- 『ヴントの民族心理学』 文明書院、1918年
- 『宗教心理』 日本青年館、1924年
- 『心理学』 文信社、1927年

## 論文
- 「表情の原則に就て」 『哲学雑誌』 第23巻 (通巻 252号 1908)
- 「感情の随意筋に及ぼす影響の実験」 『哲学雑誌』 第23巻 (通巻 254号 1908)
- 「感情の性質を論じて其陶冶法に及ぶ」 『教育学術界』 第20巻 4号 1909
- 「表情の話」 『心理学通俗講話』 第二輯 1909
- 「ヴントの宗教の現在及将来に関する見解」 『哲学雑誌』 第25巻 (通巻 278号 1910
- 「手書計に就て」 『神経学雑誌』 第11巻 4号 1912
- 「宗教心理に於けるゼームス対ヴント」 『哲学雑誌』 第28巻 (通巻 318号 1913
- 「民族心理学の意義及び任務」 『心理研究』 第3巻 1冊 (通巻 13号 1913)
- 「群衆の心理」 『哲学雑誌』 第29巻 (通巻 323号 1914)
- 「人類発達の心理学-ランプレヒトとヴント」 『哲学雑誌』 第31巻 (通巻 347号 1916)
- 「ヴントの思考心理学に就て」 『哲学雑誌』 第31巻 (通巻 356号 1916)
- 「群衆心理」 『明治聖徳記念学会紀要』 第8巻 1917
- 「霊魂観念の起源 (上下)」 『心理研究』 第16巻 5冊 (通巻 83号) - 6冊 (通巻 84号 1920)
- 「思考の実験的研究につきて」 『哲学雑誌』 第35巻 (通巻 397号 - 398号 1920)
- 「ヴントの人格とその学風」 『心理研究』 第18巻 (通巻 107号 1920)
- 「漢字の可読性に関する実験的研究」 『東洋学芸雑誌』 第38巻 (通巻 475号 1921)
- 「児童の精神発達と環境」 『教育論叢』 第5巻 6号 1921
- 「個人心と社会心」 『哲学雑誌』 第38巻 (通巻 433号 - 434号 1923)
- 「文化交渉の心理」 『明治聖徳記念学会紀要』 第20巻 1923
- 「自然因果の前程としての魔術因果」 『哲学雑誌』 第40巻 (通巻 460号 1925)
- 「内地児童と台湾児童との心性比較調査」 『心理学研究』 第1巻 1号 1926
- 「ヴントの民族心理学と近時の心理学思想」 『心理学研究』 第2巻 6輯 1927
- 「精神発達の法則に就いて」 『哲学雑誌』 第43巻 (通巻 495号 1928)
- 「原始画に就て」「精神発達の法則」 『松本亦太郎博士在職25年記念 心理学及芸術の研究 下巻』 改造社 1931
- 「民族精神の発達」 『岩波講座教育科学・第3冊』 岩波書店 1931
- 「文化の研究と民族心理」 『科学と人間生活』 章華社 1934
- 「社会心理学の根本問題」 『現代心理学 2. 社会心理学』 河出書房 1942
- 「社会心理学の方法論について」 『松本博士喜寿記念 心理学新研究』 岩波書店 1943
- 「原始心性について」 『丁酉倫理講演集』1943